# Needham, Alabama
Needham là một thị trấn thuộc quận Choctaw, tiểu bang Alabama, Hoa Kỳ. Dân số năm 2009 là 87 người, mật độ đạt 59 người/km².